# Megha Mittal
Megha Mittal, née le 20 novembre 1976 à Kolkata en Inde, est la présidente et directrice générale de la marque allemande de prêt-à-porter Escada. 

## Biographie
Elle est diplômée de la Wharton School en 1997, et d'un Baccalauréat d'économie avec spécialisation en finances. Elle a ensuite rejoint la banque d'investissement Goldman Sachs en tant qu'analyste dans le département de la recherche. En 2003, elle a obtenu un diplôme de troisième cycle en design d'intérieur à l'École de Design Inchbald.
En novembre 2009, elle a acquis la marque Escada, qui avait déposé le bilan en août de cette même année.
Megha Mittal est mariée à Aditya Mittal, PDG de ArcelorMittal, qu'elle a rencontré aux États-Unis lorsqu'elle est encore en école de commerce. Ils vivent à Londres et ont deux filles. 
En 2008, les Mittal font un don de 15 millions de livres sterling à Great Ormond Street Hospital à Londres, la plus importante contribution que l’hôpital privé n'ait jamais connu. Le don a été utilisé pour aider à financer leur nouvelle installation, nommée le Centre médical des enfants de Mittal.